# Водяное (Лозовский район, малое)
Водяное (укр. Водяне) — село на Украине, подчинено Лукашевскому сельсовету Близнюковского района Харьковской области, Украина.
Код КОАТУУ — 6320684004. Население по переписи 2001 г. составляет 18 (9/9 м/ж) человек.

## Географическое положение
Село Водяное находится на склонах балки Водяная, по которой протекает пересыхающий ручей на котором сделана запруда (~15 га). Через 7 км ручей впадает в реку Большая Терновка.
К селу примыкает село Катериновка.

## Происхождение названия
```
В Лукашевском сельском совете Близнюковского района 
два
 села 
Водяное
. Чтобы отличать их друг от друга в Википедии данное село пометили как 
малое
.
```

## История
- 1925 — дата основания.